# Ургюплю, Суат Хайри
Суат Хайри Ургюплю (тур. Suat Hayri Ürgüplü; 13 августа 1903, Дамаск, Османская империя — 26 декабря 1981, Стамбул, Турция) — турецкий политический, государственный, общественный и дипломатический деятель. Премьер-министр Турции (с 20 февраля 1965 по 27 октября 1965 года). Председатель Сената Республики Турция (28 октября 1961—6 ноября 1963). Министр по делам религий Турции (9 марта 1943—13 февраля 1946). Депутат Великого Национального Собрания Турции (1939—1946 и 1950—1952).

## Биография
Потомок османских религиозных учёных и чиновников, среди которых Невшехирли Ибрагим-паша. Его отцом был знаменитый Шейх аль-ислам Хайри Ургюплю Эфенди, министр по делам религий при Комитете единства и развития (или младотурок) в 1913—1918 гг. Суат Хайри Ургюплю был последним премьер-министром, родившимся за пределами территории современной Турции.
Окончил Галатасарайский лицей, затем Стамбульскую юридическую академию. Первоначально работал переводчиком, в 1930-х годах работал судьей. Был избран в Великое национальное собрание Турции в 1939 году.
В 1943—1946 годах — министр по делам религий Турции. В 1947—1948 годах работал министром внешней торговли и таможенных сборов в кабинете Шюкрю Саракогл.
В 1950 году вновь избран в парламент от Демократической партиию.
С 1952 года — на дипломатической службе. Был назначен послом Турции в ФРГ (1952), затем в 1955 году — в Великобритании, в 1959 году — в США, в 1960 году — в Испании .
После военного переворота в мае 1960 года был членом Верховного уголовного суда.
В 1961 году избран сенатором от Кайсери по списку Партии справедливости, с 1961 по 1963 годо возглавлял Сената Республики Турция.
Ряд лет страдал из-за болезни сердца. Похоронен на Кладбище мучеников в Эдирнекапы.